# Steve Munn
Steve Munn (* 15. Juni 1978 in North Battleford, Saskatchewan) ist ein kanadischer Eishockeyspieler, der seit 2010 bei den Sheffield Steelers in der Elite Ice Hockey League unter Vertrag steht.

## Karriere
Steve Munn begann seine Karriere als Eishockeyspieler in der Mannschaft des Rensselaer Polytechnic Institute, für die er von 1998 bis 2002 in der NCAA aktiv war. Anschließend gab der Verteidiger gegen Ende der Saison 2001/02 sein Debüt im professionellen Eishockey für die Elmira Jackals aus der United Hockey League. Von 2002 bis 2005 stand der Linksschütze hauptsächlich in der ECHL für die Atlantic City Boardwalk Bullies, Augusta Lynx und Trenton Titans auf dem Eis. Parallel kam er für die Bridgeport Sound Tigers und Providence Bruins in der American Hockey League zum Einsatz. Mit den Boardwalk Bullies in der Saison 2002/03 und den Trenton Titans in der Saison 2004/05 gewann er jeweils den Kelly Cup, die ECHL-Meisterschaft.
Von 2005 bis 2007 spielte Munn für die Norfolk Admirals in der American Hockey League. Anschließend unterschrieb er erstmals außerhalb von Nordamerika und wechselte zu den Sheffield Steelers, bei denen er zwischen 2007 und 2009 ebenfalls zwei Jahre verbrachte. In beiden Spielzeiten wurde er mit den Engländern Britischer Meister. Für die Saison 2009/10 wurde der Kanadier von den neu gegründeten Tohoku Free Blades aus Japan verpflichtet, für die er in der Asia League Ice Hockey in 27 Spielen drei Tore erzielte und neun Vorlagen gab. Daraufhin kehrte er zur Saison 2010/11 zu seinem Ex-Club nach Sheffield zurück.

## Erfolge und Auszeichnungen
- 2003 Kelly-Cup-Gewinn mit den Atlantic City Boardwalk Bullies
- 2005 Kelly-Cup-Gewinn mit den Trenton Titans
- 2008 Britischer Meister mit den Sheffield Steelers
- 2009 Britischer Meister mit den Sheffield Steelers
- 2009 EIHL First All-Star Team

## Statistik
(Stand: Ende der Saison 2009/10)